# Andrena murana
Andrena murana är en biart som beskrevs av Warncke 1967. Andrena murana ingår i släktet sandbin, och familjen grävbin. Inga underarter finns listade i Catalogue of Life.